# Idalia
Idalia este un gen de molii din familia Lymantriinae.